# Anna Pjatych
Anna Viktorovna Pjatych (in russo Анна Викторовна Пятых?; Mosca, 4 aprile 1981) è una triplista russa.

## Biografia
Ai Campionati del mondo di atletica leggera 2005 vinse una medaglia di bronzo nel salto triplo posizionandosi dietro la giamaicana Trecia-Kaye Smith (medaglia d'oro) e la cubana Yargelis Savigne. Si ritrovò Yargelis Savigne quattro anni dopo quando l'atleta vinse la medaglia d'oro ed Anna ottenne un altro bronzo.
In seguito a dei controlli anti-doping è stata sospesa per quattro anni dall'attività agonistica dal 2016 al 2020, e tutti i risultati ottenuti dai Mondiali di Osaka 2007 (in cui avrebbe ottenuto la medaglia di bronzo in seguito alla squalifica dell'atleta greca Chrysopīgī Devetzī) sono stati annullati.

## Palmarès
| Anno | Manifestazione  | Sede     | Evento       | Risultato | Misura  | Note |
| ---- | --------------- | -------- | ------------ | --------- | ------- | ---- |
| 2005 | Mondiali        | Helsinki | Salto triplo | Bronzo    | 14,78 m |      |
| 2006 | Mondiali indoor | Mosca    | Salto triplo | Argento   | 14,93 m |      |
| 2006 | Europei         | Göteborg | Salto triplo | Bronzo    | 15,02 m |      |
| 2007 | Mondiali        | Osaka    | Salto triplo | 4ª        | 14,88 m | dq   |
| 2008 | Mondiali indoor | Valencia | Salto triplo | 11ª       | 13,99 m | dq   |
| 2008 | Giochi olimpici | Pechino  | Salto triplo | 6ª        | 14,73 m | dq   |
| 2009 | Mondiali        | Berlino  | Salto triplo | Bronzo    | 14,58 m | dq   |
| 2010 | Mondiali indoor | Doha     | Salto triplo | Bronzo    | 14,64 m | dq   |
| 2013 | Mondiali        | Mosca    | Salto triplo | 7ª        | 14,29 m | dq   |

## Altre competizioni internazionali
2002
- Coppa Europa di atletica leggera ( Annecy)

2003
- Coppa Europa di atletica leggera ( Firenze)

2004
- Coppa Europa di atletica leggera ( Bydgoszcz)

2005
- Coppa Europa di atletica leggera ( Firenze)